# Aleksandra Xevtxenko
Aleksandra Xevtxenko (Khmelnitski, 24 d'abril del 1988), també coneguda pel diminutiu Saixa, és una activista i cofundadora del grup feminista radical Femen, amb Oksana Xatxkò, Inna Xevtxenko i Anna Hutsol. Viu a Berlín des de gener del 2013.(1)

## Manifestacions

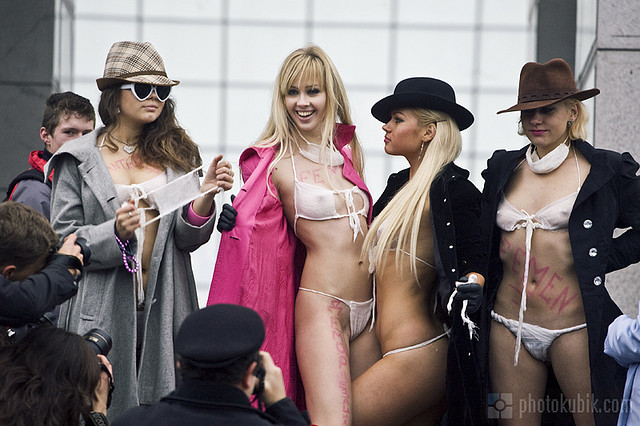
Activistes de Femen protesten a la plaça de la Independència de Kíiv en roba interior feta amb mascaretes. En el centre, Aleksandra Xevtxenko (novembre del 2009)

Ha estat empresonada fins a cinc vegades.
El 6 de novembre del 2011, en acabar l'al·locució papal, intentà despullar-se en plena plaça de Sant Pere del Vaticà tot agitava un cartell que deia «Llibertat per a les dones». Aleksandra i les seues companyes foren detingudes per la policia italiana.
El 9 de febrer del 2013, durant la 63a edició del Festival Internacional de Cinema de Berlín, es manifestà contra la mutilació genital femenina. Als pits, duia escrit «Deixeu de tallar el meu gatet».
El 8 d'abril, trencà el cordó de seguretat i es col·locà en topless entre la cancellera alemanya Angela Merkel i el president rus Vladímir Putin en la Fira de Hannover. Aquesta vegada, podia llegir-se «Que es fota el dictador!» Segons la mateixa Aleksandra, «ha estat l'acció més reeixida del grup».

## Filmografia
- Títol original: Nos seins, nos armes. Any: 2013. Direcció: Caroline Fourest, Nadia El Fani.[4]
- Títol original: Everyday Rebellion. Any: 2013. Direcció: Arash T. Riahi, Armen T. Riahi.
- Títol original: Ukraine Is Not a Brothel. Any: 2013. Direcció: Kitty Green.
- El 2014, va protagonitzar amb Anna Hutsol, Oksana Xatxkò i Inna Xevtxenko el documental Je suis FEMEN, dirigit pel cineasta Alain Margot.[5]